# 1 대 100의 에피소드 목록 (2017년)
아래는 대한민국의 방송사 한국방송공사 KBS 2TV의 퀴즈 프로그램으로 방송된 《1 대 100》의 역대 1인 도전자 목록 및 역대 도전자의 2017년 에피소드 목록을 나열한다.

## 작성 요령
- 홈페이지의 2007년 5월 1일 ~ 2016년 12월 27일까지 다시보기 서비스는 없어진 중에서 다시보기 리스트 목록이 나와있지 않았다.  이후 미정
- 홈페이지의 2018년 8월 5일 다시보기 서비스는 2017년 1월 3일 이후부터 2018년 12월 18일까지 기준이며, 이후 미정 (해당 방송일 이후 기준)
- 홈페이지의 다시보기 서비스(TV클립 포함)는 종영 이후 없어졌다. 이후 미정
- 해당 1인 도전자의 방송일은 변경될 수 있다.
- 해당 방송일은 결방되거나 다음주로 변경될 수 있었다.

## 에피소드 목록
| 회차         | 방송일   | 1인 도전자(직업 - 분야)                     | 최종단계(성적) | 우승자 | 적립 상금(만원) | # | 최후의 1인(직업 - 분야) | 방송 분량         | VOD           | 비고  |
| ------------ | -------- | ------------------------------------------- | -------------- | ------ | --------------- | - | ----------------------- | ----------------- | ------------- | ----- |
| 466          | 1월 3일  | 가수 김세정(아이오아이, 구구단)             | 단계           |        | 만원            |   |                         | ??:?? (이후 미정) | X (이후 미정) |       |
| 467          | 1월 10일 | 가수, 배우 진영(B1A4)                       | 단계           |        | 만원            |   |                         | ??:?? (이후 미정) | X (이후 미정) |       |
| 467          | 1월 10일 | 양준혁(야구해설가, 전 야구선수 양준혁)      | 5단계          |        | 176만원         |   |                         | ??:?? (이후 미정) | X (이후 미정) |       |
| 468          | 1월 17일 | 배우, 모델 변정수                           | 단계           |        | 만원            |   |                         | ??:?? (이후 미정) | X (이후 미정) |       |
| 468          | 1월 17일 | 김창렬(가수 김창렬(DJ DOC))                 | 단계           |        | 만원            |   |                         | ??:?? (이후 미정) | X (이후 미정) |       |
| 469(설 특집) | 1월 24일 | 가수 이특(슈퍼주니어)                       | 단계           |        | 만원            |   |                         | ??:?? (이후 미정) | X (이후 미정) |       |
| 469(설 특집) | 1월 24일 | 한의사 정지행                               | 단계           |        | 만원            |   |                         | ??:?? (이후 미정) | X (이후 미정) |       |
| 470          | 1월 31일 | 의사 남궁인                                 | 단계           |        | 만원            |   |                         | ??:?? (이후 미정) | X (이후 미정) |       |
| 471          | 2월 7일  | 이정민(31기)前 (아나운서) (2번 이상 재도전) | 6단계          |        | 208만원         |   | 이재원                  | ??:?? (이후 미정) | X (이후 미정) | [ 1 ] |
| 471          | 2월 7일  | 박준규(배우) (2번 이상 재도전)              | 5단계          |        | 176만원         |   | 김진우                  | ??:?? (이후 미정) | X (이후 미정) | [ 2 ] |
| 472          | 2월 14일 | 양요섭(가수) (2번 이상 재도전)              | 5단계          |        | 121만원         |   |                         | ??:?? (이후 미정) | X (이후 미정) | [ 3 ] |
| 472          | 2월 14일 | 안선영(개그우먼) (2번 이상 재도전)          | 8단계          |        | 484만원         |   | 김진현(일반인)          | ??:?? (이후 미정) | X (이후 미정) | [ 4 ] |
| 473          | 2월 21일 | 김지민(개그우먼)                            | 단계           |        | 1만원           |   |                         | ??:?? (이후 미정) | X (이후 미정) |       |
| 473          | 2월 21일 | 이장원(페퍼톤스) (가수)                     | 단계           |        | 만원            |   |                         | ??:?? (이후 미정) | X (이후 미정) |       |
| 474          | 2월 28일 | 나르샤(개그우먼)                            | 단계           |        | 1만원           |   |                         | ??:?? (이후 미정) | X (이후 미정) |       |
| 474          | 2월 28일 | 로버트 할리(방송인)                         | 단계           |        | 만원            |   |                         | ??:?? (이후 미정) | X (이후 미정) |       |

## 결방 사유
- 3월 28일, 4월 4일 : 파일럿 프로그램 <<'정신 이슈>>' 방송
- 5월 9일 : 개그콘서트 - 900회 특집<< 레전드19>> 방송
- 5월 23일 : 2017 FIFA U-20 월드컵 대한민국 VS 아르헨티나 중계방송
- 5월 30일 : 2017 FIFA U-20 월드컵 대한민국 VS 포르투갈 16강전 중계방송
- 10월 3일 : KBS 총파업으로 인한 결방 (해당 시간대에는 '생존의 법칙'이 대체 편성)
- 11월 7일 ~ 2018년 1월 16일 : KBS 노조 파업으로 인한 결방